# Junior (ur. 1977)
Alicilio Pinto Silva Junior (ur. 15 maja 1977) – brazylijski piłkarz występujący na pozycji obrońcy.

## Kariera klubowa
1998 roku występował w klubie Kyoto Purple Sanga.